# ایلیوشین ایل-۹۶
ایلیوشین ایل-۹۶ (به روسی: Ильюшин Ил-96) یک مدل هواپیمای مسافربری پهن‌پیکر چهارموتوره است که توسط شرکت ایلیوشین روسیه توسعه‌یافته و ساخته شده‌است. این هواپیما از سال ۱۹۹۳ روانه بازار شد که بر حسب مدل، توان جابه‌جایی ۲۶۲ تا ۴۳۶ مسافر را دارد. تا سال ۲۰۰۵ تنها ۱۸ فروند از این هواپیماها تولید و تحویل شد اما تاکنون ۳۰ فروند از آن ساخته شده‌است. این هواپیماها مدل جدیدتری از ایلیوشین-۸۶ به حساب می‌آیند.

## مشخصات
ایلیوشین ایل-۹۶ دارای چهار موتور توربوفن آویادویگاتل پی‌اس-۹۰ در زیر بال‌ها است.
- فاصله نوک دو بال: ۶۰٫۱ متر
- طول: ۶۴٫۷ متر
- ارتفاع: ۱۵٫۷ متر
- ظرفیت مسافر: ۳۸۶ نفر
- بیشینه سرعت: ۹۱۲ کیلومتر بر ساعت
- محدوده پرواز: ۱۱۴۸۲ کیلومتر

## مدل‌ها
- IL-96-300 مدل استاندارد اولیه.
- IL-96PU مدل ساخته شده برای رئیس‌جمهور روسیه.
- IL-96-400 مدل دارای طول بدنه بیشتر و محدوده پرواز طولانی‌تر.
- IL-96-400T مدل ترابری کالا با در مخصوص.